# Harttia loricariformis
Harttia loricariformis är en fiskart som beskrevs av Steindachner, 1877. Harttia loricariformis ingår i släktet Harttia och familjen Loricariidae. Inga underarter finns listade i Catalogue of Life.